# Sítio arqueológico de Consultas
O Sítio arqueológico de Consultas consiste numa necrópole da Idade do Ferro, na freguesia de Luzianes-Gare, no Município de Odemira, na região do Alentejo, em Portugal.

## Descrição e história
O sítio arqueológico situa-se na vertente de um cerro, virado para Sul, a cerca de 400 m do Monte de Totenique Rachado, no sentido Nordeste, e junto ao caminho para os Montes da Consulta. Foi identificado como uma necrópole de cistas, com pelo menos duas lajes em xisto azul, alinhadas de ocidente para oriente, tendo uma delas cerca de 1 m de comprimento. Muito perto encontra-se uma outra estrutura de configuração hexagonal, formada por lajetas de xisto. O espólio inclui fragmentos de peças de cerâmica de fabrico manual, em pasta escura, e um dormente, que fazia parte de uma mó de vaivém. A necrópole foi provavelmente ocupada durante a primeira Idade do Ferro. Foi alvo de trabalhos arqueológicos em 1999 e 2001, sob a coordenação de Jorge Vilhena, e entre 2002 e 2003, coordenados por Lígia Maria Nabais Justino.
Nesta área destaca-se também a descoberta, por volta de 1990, de um grande conjunto de moedas islâmicas no Monte Velho da Consulta, a cerca de 350 m do Monte do Totenique Rachado, no sentido nascente. Este tesouro era constituído por centenas de moedas em prata, de configuração quadrangular, não tendo sido descobertos os vestígios de qualquer estrutura no local. Encontravam-se dentro de uma cantarinha em barro enterrada no solo. Esta foi considerada pelo arqueólogo Jorge Vilhena como a mais importante descoberta no concelho de Odemira em termos de numismática da época muçulmana. Porém, grande parte do conjunto dispersou-se, tendo sido vendido pelo descobridor, sem autorização do proprietário dos terrenos, a um comerciante de Silves, mas algumas moedas foram ainda preservadas por António Quaresma, que era vereador na Cãmara Municipal de Odemira. Os exemplares recuperados incluem um dinham cunhado em Córdoba durante o ano de 182 da hégira (correspondente aos anos de 798 e 799 no calendário gregoriano), durante o reinado de Aláqueme I, senhor do Emirato independente do Andaluz, e uma outra moeda cunhada no ano islâmico de 240 (854 a 855), pelo quinto emir de Córdova, Mohâmede I.
Em 2001 também foi escavado um local nas imediações, tendo sido encontradas as ruínas de uma estrutura que poderá ter sido uma pequena cabana de planta quadrangular, talvez da Idade do Bronze.